# 王永 (前秦)
王永（？—386年），十六国时北海郡剧县（今山东省昌乐县西）人。前秦大臣王猛子。前秦苻丕时司徒、左丞相。

## 生平
王永清修好学，被苻坚看重。历任扶风郡太守、幽州刺史。淝水之战後，慕容垂叛乱，攻打王永。王永兵败退守壶关。苻坚死後，王永拥苻丕为帝。王永任使持节、侍中、车骑大将军、尚书令、清河公、都督中外诸军事，执掌军政大权。
太初元年（386年）六月，王永为左丞相、司徒。王永传檄四方，招集兵马，力图兴复秦室。西燕慕容永在关中，想要借道回到河北，苻丕不许。派王永率兵攻打慕容永，在襄陵（今河南睢县）为慕容永所败，王永战死。